# Contrada San Martino (Fermo)

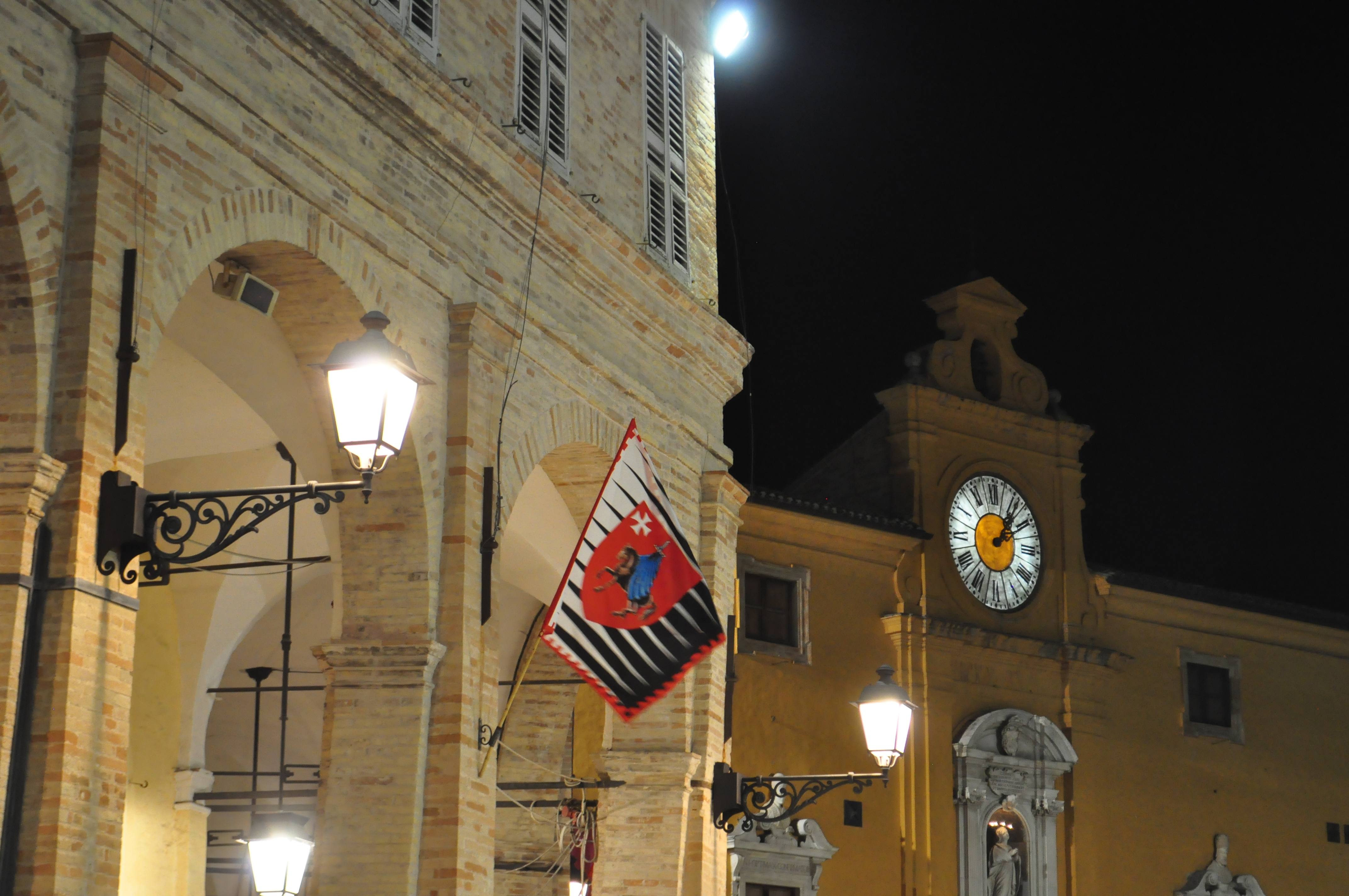
Contrada San Martino, Piazza del Popolo, Fermo

La Contrada di San Martino è una delle dieci contrade della città di Fermo.

## Storia
La Contrada San Martino prende il nome dall'antichissima Chiesa della Parrocchia di San Martino che era situata tra l'odierno Palazzo Arcivescovile e quello dei Priori, già sede del Capitano del Popolo; si estendeva dalla Piazza Grande a Via Paccarone, Via degli Aceti, Piazzale Eufreducci e vie adiacenti. Era la Contrada del centro cittadino, degli edifici pubblici e dei gruppi più influenti o boni homines. Già dal XIV secolo la Piazza di San Martino aveva un uso polifunzionale in quanto era centro politico e centro commerciale della città.
Lo spazio antistante i palazzi pubblici cioè il Palazzo del Podestà (oggi biblioteca comunale) e il Palazzo del Capitano del Popolo poi Palazzo dei Priori, aveva una sua funzione civile e di rappresentanza politica e vi venivano eseguite anche le condanne a morte, mentre l'area dislocata verso sud era utilizzata soprattutto per lo svolgimento delle attività economiche principali, con le sue botteghe artigianali insieme alle vicine strade dei Fondacci, oggi Corso Cefalonia, degli speziali, oggi Via Recanati, dove è situata l'antica Fonte di Solano volgarmente detta delle "Pisciarelle" e Via dei Sarti, oggi intitolata alla famiglia Paccaroni. Durante il dominio degli Sforza si progettò la ristrutturazione della Piazza San Martino; il settore centrale fu svuotato dalle botteghe che spesso erano di legno e fu iniziata l'opera di sbancamento del Calzecchi Onesti fino all'ora Palazzo del Podestà. L'antica Chiesa di San Martino, che aveva dato il nome a Piazza Grande e all'omonima contrada, veniva completamente demolita per permettere l'ampliamento del Palazzo dei Priori. Scompariva così uno dei monumenti significativi della città, teatro di tanti avvenimenti importanti della sua storia.

## Confini
Nella parte verso Levante incomincia dall'angolo del mentovano Orto del sig. Conte Antonio Grassi, e continuando per il Circondario delle Mura Castellane verso Tramontana, termina nella pubblica porta di S. Francesco.
- EST: Dall'orto del conte Grassi (oggi campetto di caclcio S. Carlo) fino alla porta di San Francesco.

Nella parte verso Mezzogiorno incomincia dallo stesso angolo dell'orto del Sig. Conte Grazzi, e prosiegue all'insà con imboccare nel Vicolo intermedio alle Case de' sig. Butti e de Sig. Brancadiori: indi interseca la strada che conduce alla Porta di S. Caterina, entra nell'altro vicolo annesso alla facciata laterale del Collegio Marziale poscia continuando alla sinistra verso la Piazza Maggiore per la strada adiacente all'Orto dè PP. Domenicani, ed alla casa del signor Nicola Sansoni, va a terminare nell'angolo della casa annessa alla chiesa di S. Rocco di rimpetto alla Facciata superiore del Palazzo Apostolico.
- SUD: Dall'angolo dell'orto del conte Antonio Grassi si interseca la strada che conduce a porta Santa Caterina, entra nel vicolo che dà al lato della facciata del Collegio Marziale e continua a sinistra verso la piazza Maggiora per terminare nella chiesa di San Rocco.

Nella parte verso Ponente incomincia dalla riferita casa annessa alla detta chiesa di S. Rocco, e proseguendo per la Strada contigua all'Oratorio della compagnia di Loreto ed alle case superiori del Porticato della Piazza maggiore, va a terminare nell'ultimo angolo delle case, ed oratorio della Compagnia di S. Giuseppe presso le ripe del Girone.
- OVEST: Parte dalla chiesa di San Rocco, passa davanti all'ex-cinema Helios e sale verso il Duomo, quindi ridiscende verso via dell'Università e di fronte alla Biblioteca Civica Spezioli, prosegue poi per l'ospedale delle carceri sino ad arrivare alla ripe del girone.

Nella parte verso tramontana incomincia dallo stesso angolo delle case, ed oratorio di S. Giuseppe, ed entra nel vicolo laterale alla casa di Nicola Corsi; indi intersecando la strada delle Botteghe avanti la casa dei Sig.ri Conti Sabbioni, imbocca verso levante nell'altra strada, che conduce alla chiesa dei PP. Gesuiti, e secondo la tendenza, e direzione di questa giunge all'angolo della casa del sig. Giuseppe Mora, poscia continuando all'ingiù per l'altra strada contigua alle case dei signori Evangelista, Ricciardi, ed Egidi va a terminare nella Porta di S. Francesco.
- NORD: Dalla casa dei fratelli De Mincis si arriva nella casa del Sig. Grimaldi e intersecando la strada delle Botteghe all'altezza della dimora dei Conti Sabbioni si arriva sino alla chiesa del Sacramento da qui percorrendo numerose altre dimore si arriva alla porta di San Francesco.[1]

## Albo d'Oro
- Palio dell'Assunta: 2 (2001, 2002)
- Contesa del pallino: 1 (2010)
- Tiro al Canapo: 0
- Tiro per l'Astore: 4 (2011, 2014, 2017, 2018, 2019)
- Gallo d'oro: 1 (2023)

## Priori
- 1982 – Gabriele Spinucci
- 1983 – 1985 – Laura Pupilli
- 1986 – Eugenio Tamburelli
- 1987 – 1988 – Roberto Maccari
- 1989 – 1993 – Franco Rocchi
- 1994 – 1997 – Bruno Zamponi
- 1998 – 2000 – Claudio Iacopini
- 2001 – Fausto Del Rosso
- 2002 – 2009 – Giovanni Iacopini
- 2010 – 2014 – Sergio Budel
- 2014 – 2024 - Renato Montagnoli
- 2024 - in corso - Alessandro Montagnoli